# Kenwa Mabuni
Kenwa Mabuni (摩文仁 賢和, Mabuni Kenwa) foi um mestre de Karate-dō e criou o estilo Shitō-ryū, o qual tinha por escopo unificar os ensinamentos da arte marcial tal e qual ele tinha aprendido de seus mestres, manter não apenas as formas, mas o espírito da arte marcial.

## Biografia
Kenwa Mabuni nasceu em 14 de novembro de 1889, na cidade de Shuri, capital da ilha de Okinawa na época. Era o segundo filho de uma antiga família de oficiais dos reis de Ryūkyū, denominada Shizoku (descendentes da casta Pēchin), membros de sua família serviram a senhores de Ryūkyū durante centenas de anos.
Kenwa Mabuni teve seu primeiro contato com o Tōde (antigo nome do Karate-dō) por volta dos dez anos de idade, através de um ajudante de seu pai que trabalhava em sua casa chamado Zeihaku Matayoshi, com quem aprendeu o kata naifanchi (naihanchi shodan). Porém, foi a saúde precária de Kenwa Mabuni que levou seu pai a procurar nas artes marciais um meio para fortalecer seu corpo.
Kenwa Mabuni foi apresentado por um dos amigos de seu pai ao célebre mestre de Shuri-te, Ankō Itosu (1830-1915), que contava com mais de setenta anos na época e era um dos artistas marciais mais famosos da cidade de Shuri. Foi assim que aos 13 anos de idade Kenwa Mabuni começou a praticar as técnicas do Shuri-te, convertendo-se em discípulo de Ankō Itosu a quem se manteve fiel até a morte do mestre, aos 85 anos.
Aos vinte anos, Kenwa Mabuni começou a trabalhar como professor suplente na escola primária de Naha. Foi nesta escola que conheceu e travou grande amizade com Chōjun Miyagi (1888-1953), que mais tarde viria a fundar o estilo Gōjū-ryū.
Em 1909, incentivado por Chōjun Miyagi, que era um de seus melhores amigos, e apoiado por seu mestre, Ankō Itosu, a expandir seu conhecimento marcial, Kenwa Mabuni começou a aprender o Naha-te. Foi por recomendação de Chōjun Miyagi que Kenwa Mabuni pode aprender diretamente com Kanryō Higaonna (1853-1915), que vivia em Naha e era o maior expoente deste estilo.
Assim, desde 1909 até meados de 1910 quando ingressou no serviço militar, servindo na guarnição de Kumamoto, e após a conclusão de seu alistamento, dois anos mais tarde, Kenwa Mabuni pode treinar simultaneamente com Ankō Itosu e Kanryō Higaonna, que eram os dois mais proeminentes mestres de Karate da ilha de Okinawa desta época. 
Em 1912, Kenwa Mabuni concluiu o serviço militar, altura em que, a conselho de Chōjun Miyagi, ingressou na escola de polícia de Okinawa. Dois anos depois, aos 25 anos, tornou-se inspetor de polícia, cargo que ocupou por aproximadamente dez anos.
Seu ofício lhe facilitava o deslocamento por toda a Ryūkyū, dando-lhe a oportunidade de visitar diferentes partes do arquipélago. Durante estas viagens teve a oportunidade de conhecer e treinar muitos estilos, inclusive com mestres locais pouco conhecidos, por este motivo teve a oportunidade de resgatar numerosos katas e técnicas.
O ano de 1915 foi muito triste para Kenwa Mabuni, pois faleceram primeiro Kanryō Higaonna e depois Ankō Itosu, com uma diferença inferior a um ano um do outro. 
Após a morte de seus mestres, Kenwa Mabuni conheceu e passou a treinar com Seishō Aragaki (1840-1918) que vivia em Kumemura, e ensinava um estilo similar ao Naha-te. Seishō Aragaki também era um reconhecido mestre de Kobujutsu (arte marcial antiga).
Kenwa Mabuni tinha apenas 26 anos na época em que perdeu seus dois mestres e julgava-se ainda muito jovem para prosseguir seu próprio caminho. Então, juntamente com Chōjun Miyagi, apenas um ano mais velho, decidiu estabelecer um grupo de pesquisa para o estudo e prática do Tōde. 
Em 1918, Kenwa Mabuni colocou sua casa a disposição para as reuniões do grupo de estudo que foi nomeado "Ryūkyū Tōde Kenkyū-kai" (Associação para pesquisa do Tōde de Okinawa). Esta associação era formada pelos mestres mais importantes da ilha de Okinawa na época: Chōshin Chibana, Gichin Funakoshi, Chōtoku Kyan, Chōki Motobu, entre outros.
Não levou muito tempo para Kenwa Mabuni transformar-se em um respeitado instrutor de Shuri-te e Naha-te. Em 1918, já havia se tornado uma personalidade importante dentro das artes marciais.
Por volta de 1924, Kenwa Mabuni conheceu Wu Xian Hui (1887-1940), um mestre chinês, comerciante de chá, que vivia em Okinawa, cujo nome era pronunciado Gogenki no dialeto de local, que ensinava "Báihè-quán" (punhos da garça branca), proveniente da província de Fújiàn na China. Os ensinamentos deste mestre tiveram grandes influências no estilo criado por Kenwa Mabuni, que aprendeu com ele os katas: Nipaipo, Haffa (Hakuchō) e Paipuren (Happōren), formas que são até hoje ensinados no Shitō-ryū.
Em 1927, Kenwa Mabuni e Chōjun Miyagi tiveram a oportunidade de demonstrar e explicar as técnicas e a filosofia do Tōde para Jigoro Kanō, fundador do Jūdō. Kenwa Mabuni demonstrou o estilo Shuri-te e Chōjun Miyagi demonstrou o estilo Naha-te. Jigoro Kanō ficou encantado com a demonstração e comentou sobre a possibilidade da propagação desta arte marcial por todo o Japão.  
Inspirado pelas palavras de Jigoro Kanō, Kenwa Mabuni decidiu mudar-se para o Japão. Então, no início da Era Shōwa|Shōwa-jidai, em 1929, aos quarenta anos, Mabuni mudou-se com sua família para o Japão, estabelecendo-se em Ōsaka com o objetivo iniciar a propagação do Tōde naquela parte do país. 
Kenwa Mabuni faleceu no dia 23 de maio de 1952, aos 62 anos de idade, vitima de ataque cardíaco. A importância de Kenwa Mabuni era tal que sua morte foi anunciada por todo o Japão através do rádio. Em seu sepultamento, no cemitério de Hattori em Ōsaka, compareceram mais de três mil praticantes de Karate.

## Citações
| “ | O verdadeiro sentido das artes marciais consiste em aprender a reconhecer e superar nosso verdadeiro inimigo; estar além do impulso de lutar contra os outros; transcender as distrações relacionadas ao ego; e harmonizar o homem com a natureza através da prática rigorosa dos princípios morais, do estudo filosófico e do longo processo de autoaperfeiçoamento | ” |

| “ | O karatedo brinda a possibilidade a qualquer pessoa, sem importar sua idade, sexo ou condição, de aprender um sistema de saúde e defesa pessoal incomparável. | ” |

| “ | Tal como a leitura de um sutra, que se exprime através da escrita, alimenta a alma e molda o espírito, a "leitura com o corpo" de um kata, que não é escrito, torna-se um alimento rico para a força física (…) Mesmo que aquele que executa um kata se aperceba ou não, a influência que um encadeado de movimentos de técnicas exerce sobre o corpo é infinito. A execução séria do kata fortalece certas partes do corpo, retarda o envelhecimento e renova a energia. Desta forma e sem o saber, o praticante prolonga a sua vida ao mesmo tempo que adquire a capacidade de reagir oportunamente a situações eventuais de perigo. | ” |

| “ | O karatedo é uma escola de sabre com as mãos vazias. | ” |

| “ | A concentração da força (Kiai) é a consequência da união entre o divino e o homem. | ” |

| “ | A técnica deve ser útil (Yo), o movimento deve ter um ritmo fluido (Riu), e dessa combinação deve resultar a beleza (Bi). | ” |

| “ | Em um praticante de Karate-do deve prevalecer sempre a pessoa sobre a técnica; é mais importante a qualidade humana que a técnica. Ter Kushin No Ken ou "punho de cavalheiro": essa é a finalidade do praticante. | ” |

## Legado

### Katas
- Aoyagi
- Bakke
- Juroku
- Kensho
- Kenshu
- Myojo
- Nipaipo
- Shinpa
- Shinsei

### Alunos e colegas
- Teruo Hayashi
- Gichin Funakoshi